# Walter Schönrock
Walter Schönrock (ur. 10 kwietnia 1912 w Berlinie, zm. 19 marca 1996 w Wittenberdze) – niemiecki lekkoatleta, specjalizujący się w biegach długodystansowych.
Czterokrotny medalista mistrzostw kraju na 10 000 m: złotym z 1937, srebrnym z 1938 i brązowym z 1935 i 1942.
W 1936 wystartował na igrzyskach olimpijskich, na których zajął 21. miejsce w biegu na 10 000 m z czasem 32:59,0.
Jest dziadkiem pływaczki Sybille Schönrock oraz szwagrem lekkoatletów: Maxa Syringa i Karla-Heinza Beckera.
Reprezentował klub KTV Wittenberg.

## Rekordy życiowe
- Bieg na 10 000 metrów – 30:49,1 (1940)